# Joseph Discoe
Joseph Discoe (ur. 23 lutego 1987 w Pasadenie) – amerykański narciarz dowolny, specjalizujący się w jeździe po muldach. W 2007 roku zdobył brązowy medal na mistrzostwach świata juniorów w Airolo. Podczas rozgrywanych cztery lata później mistrzostw świata w Deer Valley zajął 13. miejsca w jeździe po muldach i muldach podwójnych. Najlepsze wyniki w Pucharze Świata osiągał w sezonach sezon 2010/2011 i 2011/2012, kiedy to zajmował 56. miejsce w klasyfikacji generalnej, a w klasyfikacji jazdy po muldach był piętnasty. Nigdy nie wystąpił na igrzyskach olimpijskich. W 2016 roku zakończył karierę.

## Osiągnięcia

### Mistrzostwa świata
| Miejsce | Dzień    | Rok  | Miejscowość | Konkurencja      | Zwycięzca          |
| ------- | -------- | ---- | ----------- | ---------------- | ------------------ |
| 13.     | 2 lutego | 2011 | Deer Valley | Jazda po muldach | Guilbaut Colas     |
| 13.     | 5 lutego | 2011 | Deer Valley | Muldy podwójne   | Alexandre Bilodeau |

### Puchar Świata

#### Miejsca w klasyfikacji generalnej
- sezon 2008/2009: 172.
- sezon 2009/2010: 87.
- sezon 2010/2011: 56.
- sezon 2011/2012: 56.
- sezon 2012/2013: 56.
- sezon 2013/2014: 66.
- sezon 2014/2015: 89.
- sezon 2015/2016: 118.

#### Miejsca na podium w zawodach
1. Inawashiro – 24 lutego 2013 (muldy podwójne) – 3. miejsce